# Kebun Sayur Bah Butong
Kebun Sayur Bah Butong is een bestuurslaag in het regentschap Simalungun van de provincie Noord-Sumatra, Indonesië. Kebun Sayur Bah Butong telt 1114 inwoners (volkstelling 2010).